# Signaler
Signaler är en svensk kortfilm från 2007 av Anders Habenicht med Sara Edberg, Axel Aubert, Lukas Loughran.

## Rollista
| Sara Edberg     | – Tyra           |
| Axel Aubert     | – Polismannen    |
| Lukas Loughran  | – 35-åringen     |
| Karin Katona    | – Sjuksköterskan |
| Mikael Almqvist | – Läkaren        |
| Elsie Holm      | – Grannen        |
| Paulinne Arpi   | – Poliskvinna    |